# Doumeir

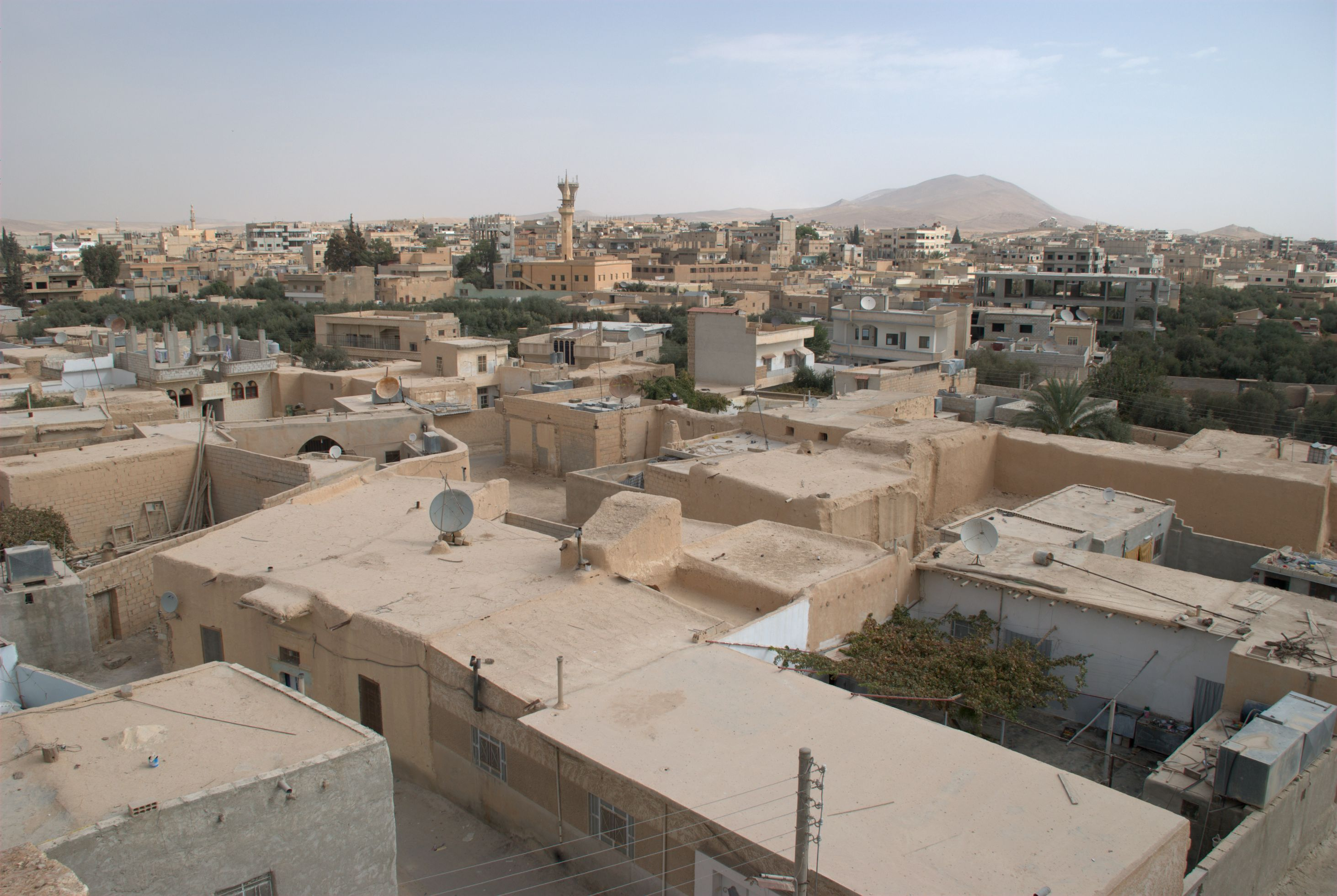

Dumeir, ou Dumair, Damir et Dumayr (ضمير ou الضمير) est une ville syrienne, située à 40 km au nord-est de Damas.

## Infrastructure
La ville compte une importante base aérienne militaire, très utilisée durant la guerre civile syrienne, y compris les forces aériennes russes, alliées à Bachar el-Assad. La base sert notamment à bombarder les zones rebelles autour de Damas, dont la Ghouta orientale. L'attaque chimique de Douma, le 7 avril 2018, est perpétrée par au moins un hélicoptère des Forces du Tigre ayant décollé de la base de Doumayr,.